# Amalia Regina von Zinzendorf
Amalia Regina von Zinzendorf, född 1663, död 1709, var en tysk adelskvinna, grevinna av Ortenburg mellan 1685 och 1702 som gift med greve Georg Philipp av Ortenburg.
Hon var ställföreträdande regent i Ortenburg för sin son Johann Georg av Ortenburg under hans omyndighet mellan 1702 och 1706. Hennes korta regeringstid blev legendarisk i Ortenburg, där hon länge blev ihågkommen för sitt styre. Hon lyckades hålla den lilla staten utanför det spanska tronföljdskriget, som härjade omgivningen, och införde skolplikten 1703. 